# Padrão de raça

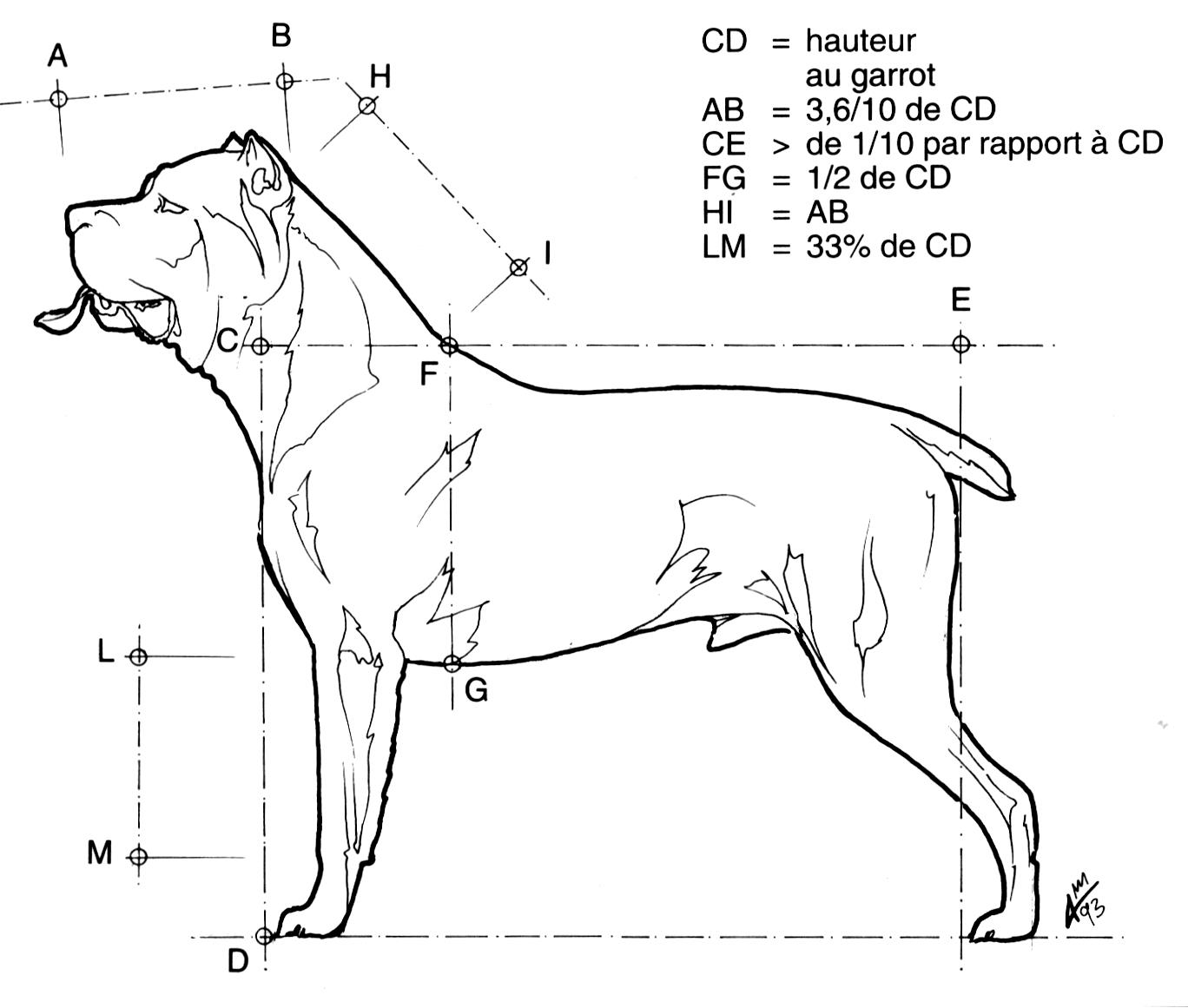
Medidas e proporções da raça de cães Cane corso

Padrão de raça, na criação de animais domésticos, é um conjunto de diretrizes usadas para garantir que os animais produzidos por um criador estejam em conformidade com as especificidades da raça.
Há padrões de raça para raças de cães, gatos, cavalos, bois, galinhas, ovinos, etc. 

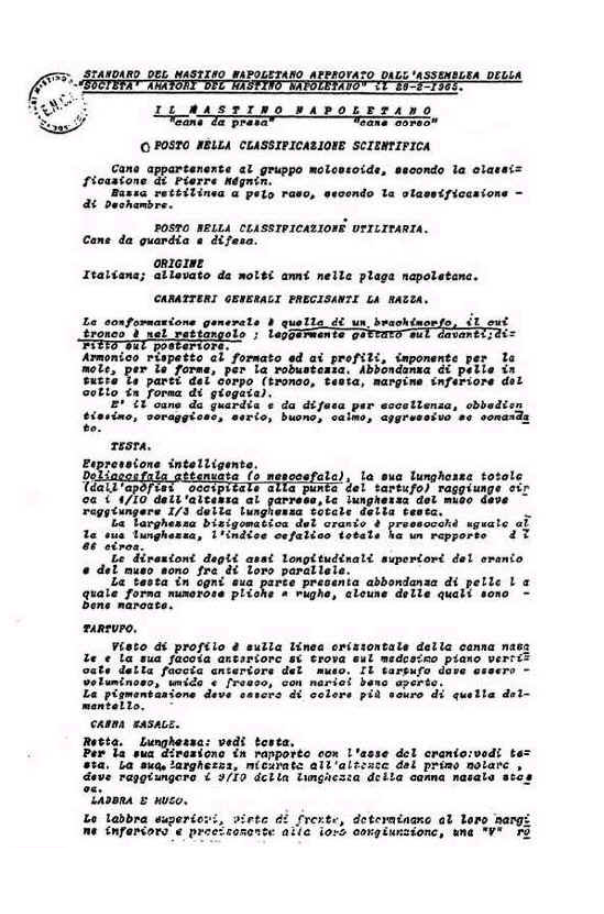
Primeiro padrão da raça mastim napolitano, publicado em meados do século XX, hoje fora de vigor

Os padrões de raça são elaborados por associações de raças, clubes de raças ou kennel clubes. Os padrões ajudam a definir o animal ideal de uma raça e fornecem metas aos criadores para melhorar o plantel. 
Padrões de raça não são documentos científicos e podem variar de associação para associação e de país para país, até dentro da mesma espécie e raça. Não existe um formato único para todas as espécies, e os padrões mudam e são atualizados ou modificados ao longo do tempo. 
Há raças de cães, por exemplo, que possuem mais de um padrão de raça em kennel clubes diferentes. 

## Descrição
O padrão oficial de uma raça é utilizado como parâmetro para julgar indivíduos em competições de shows de conformação, onde o juiz avalia e premia o animal que mais se aproxima do ideal descrito no padrão. O padrão dita todas as características físicas ideais de cada raça, a exemplo de aparência geral, forma, tamanho, cores, angulações ósseas, aprumos, posição de orelhas, forma da cabeça, cor de olhos, proporções, etc; e também, muitas vezes, o temperamento ideal.